# Grandilithus taiwanicus
Espèce
Synonymes
- Phrurolithus taiwanicus Hayashi & Yoshida, 1993

Grandilithus taiwanicus est une espèce d'araignées aranéomorphes de la famille des Phrurolithidae.

## Distribution
Cette espèce se rencontre à Taïwan, au Japon dans les îles Yaeyama et en Chine au Fujian et à Chongqing,,.

## Description
La femelle holotype mesure 5,68 mm.
Le mâle décrit par Kamura en 2001 mesure 3,18 mm et la femelle 4,70 mm.

## Systématique et taxinomie
Cette espèce a été décrite sous le protonyme Phrurolithus taiwanicus par Hayashi et Yoshida en 1993. Elle est placée dans le genre Otacilia par Kamura en 2005 puis dans le genre Grandilithus par Liu, Li, Zhang, Ying, Meng, Fei, Li, Xiao et Xu en 2022.

## Étymologie
Son nom d'espèce lui a été donné en référence au lieu de sa découverte, Taïwan.

## Publication originale
- Hayashi & Yoshida, 1993 : « Three new species of the family Clubionidae (Arachnida: Araneae) from Taiwan. » Acta Arachnologica, vol. 42, no 1, p. 47-53 (texte intégral).